# Центральний автовокзал (Кишинів)

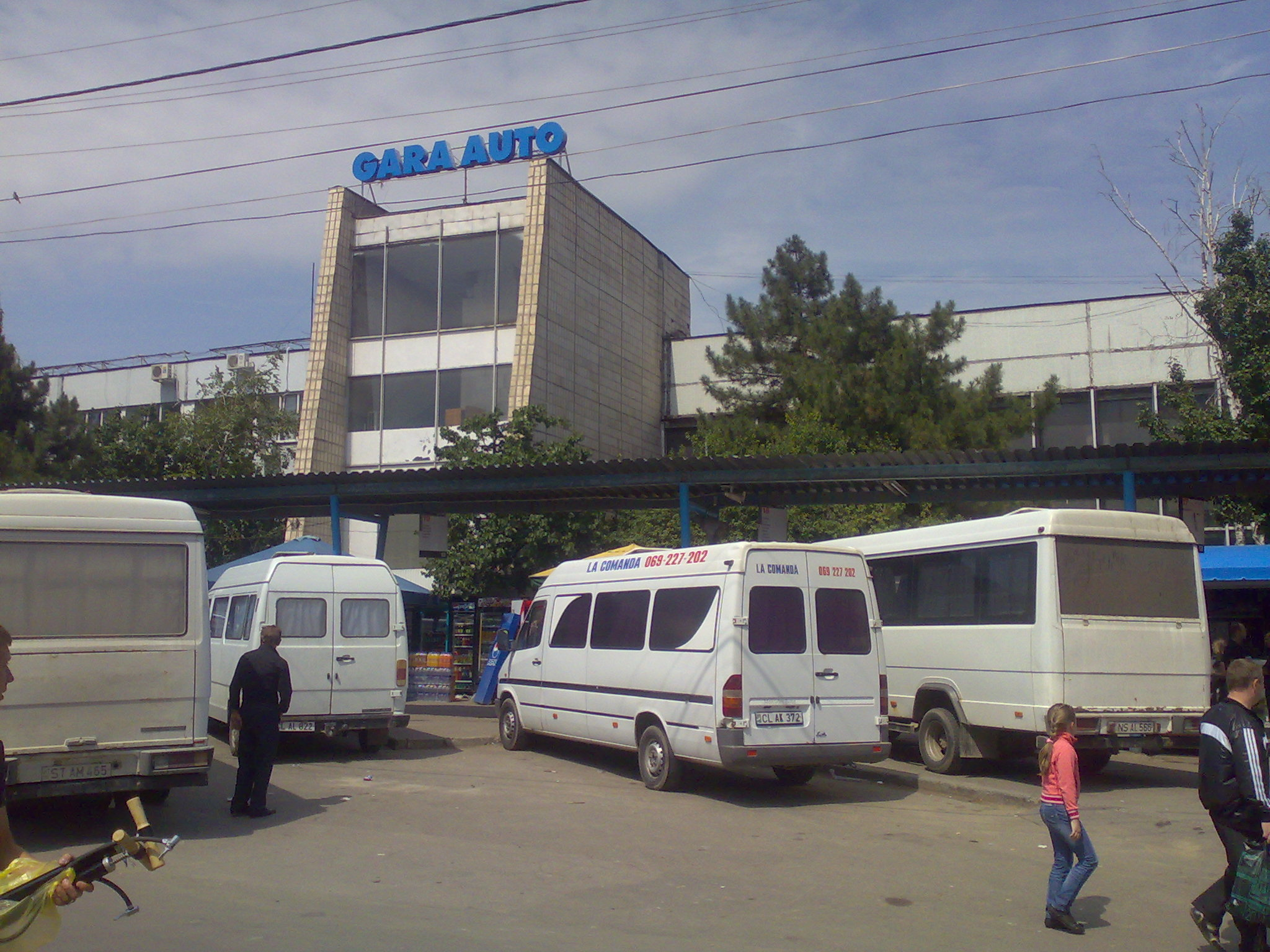
Вокзал станції

Центральний вокзал Кишинева — один із трьох автовокзалів муніципалітету Кишинів (і найстаріший із них), розташований у центральному районі столиці на вулиці Митрополита Варлаама, 58. Автостанція обслуговує як внутрішні пасажирські перевезення з Республіки Молдова, так і ряд міжнародних напрямків (Україна, Румунія, Росія тощо).

## Історія
Центральний вокзал побудований в 1974 році (архітектор І. А. Загорецький) із загальною місткістю 800 місць. До 1982 року пасажиропотік досяг 9,5 млн пасажирів/рік, а кількість щоденних маршрутів — 732, до більшості районних центрів і сіл колишньої Молдавської РСР, а також до 40 міст сусідньої України. Також діяв міжнародний маршрут (Кишинів — Бухарест). У тому ж році (1982) було відкрито автовокзал «Зуд» (нині Південний автовокзал), з якого курсували до населених пунктів півдня Молдови, а також до деяких міст півдня України (Вилкове, Рені, Ізмаїл та інші).
До кінця 1990-х років Центральний вокзал, побудований переважно для обслуговування приміських маршрутів, уже не справлявся з навантаженням пасажиропотоку. Більше не вистачало паркувальних місць для багатьох міжміських та міжнародних транспортних засобів. Технічний стан станції був далекий від нормального. У цьому сенсі у 2005 році більшість міжміських та міжнародних маршрутів було переведено на новий автовокзал — «Північний», а в Румунію, Болгарію, Німеччину, Грецію — на Південний вокзал.